# Lijst van oorlogsmonumenten in Delft
De Nederlandse gemeente Delft heeft 12 oorlogsmonumenten. Hieronder een overzicht.
| Nr.                             | Object                                             | Herdachte groep                                                                    | Ontwerper                                                          | Onthulling        | Type            | Locatie                              | Plaats | Coördinaten                   | Foto                                               |
| ------------------------------- | -------------------------------------------------- | ---------------------------------------------------------------------------------- | ------------------------------------------------------------------ | ----------------- | --------------- | ------------------------------------ | ------ | ----------------------------- | -------------------------------------------------- |
| 481                             | Gedenkraam der Bevrijding                          | algemeen                                                                           | Joep Nicolas (1897-1972)                                           |                   | glas-in-lood    | Heilige Geestkerkhof, 2611 HP        | Delft  | 52° 0' 44" NB, 4° 21' 22" OL  | Gedenkraam der Bevrijding                          |
| 1330                            | Indië-monument                                     | militairen in dienst van het Ned. Kon. na 1945, burgers voormalig Nederlands-Indië |                                                                    | 4 augustus 1994   | plaquette       | Sint-Agathaplein, 2611 HR            | Delft  | 52° 0' 43" NB, 4° 21' 15" OL  | Meer afbeeldingen                                  |
| 1333                            | Verzetsmonument                                    | verzet Nederland                                                                   | Gradus van Eden                                                    | 4 mei 1950        | beeld/sculptuur | Nieuwe Plantage                      | Delft  | 52° 1' 5" NB, 4° 21' 18" OL   | Verzetsmonument                                    |
| 1336                            | Monument op begraafplaats Jaffa                    | militairen in dienst van het Ned. Kon. 1940-1945                                   | T. Keuzenkamp jr. (ontwerp), Dirk Bus (reliëfs)                    | 21 december 1940  | gedenkmuur      | Jaffalaan 10, 2628 BX                | Delft  | 52° 0' 11" NB, 4° 22' 16" OL  | Meer afbeeldingen                                  |
| 3290                            | Verzetsmonument                                    | vervolgden Nederland, verzet Nederland, burgerslachtoffers                         | Sophie Hupkens                                                     |                   | beeld/sculptuur | Van Rijslaan 8, 2625 KX              | Delft  | 51° 59' 22" NB, 4° 20' 7" OL  | Verzetsmonument                                    |
| 3498                            | Plaquette aan het politiebureau                    | burgerslachtoffers, verzet Nederland                                               | P. van der Scheer (ontwerp), Henk Etienne (uitvoering) (1895-1968) | 10 mei 1947       | plaquette       | Jacoba van Beierenlaan 1, 2613 HT    | Delft  | 52° 0' 12" NB, 4° 21' 11" OL  | Plaquette aan het politiebureau                    |
| 3603                            | Monument in Synagoge Delft                         | vervolgden Nederland                                                               |                                                                    | 28 september 2010 | plaquette       | Koornmarkt 12, 2611 EE               | Delft  | 52° 0' 31" NB, 4° 21' 36" OL  |                                                    |
| 4277                            | Monument bij DHC Delft                             | burgerslachtoffers binnen de vereniging                                            |                                                                    |                   | plaquette       | Schieweg 9, 2628RX                   | Delft  | 51° 59' 53" NB, 4° 21' 57" OL | Monument bij DHC Delft                             |
| 4232                            | Gedenkplaat H.W.G. van Gils                        | burgerslachtoffer                                                                  |                                                                    |                   | plaquette       | Sportring 2, 2628RX                  | Delft  | 52° 1' 39" NB, 4° 21' 58" OL  | Gedenkplaat H.W.G. van Gils                        |
| 4274                            | gedenkraam voor de slachtoffers van de TH Mijnbouw | burgerslachtoffers                                                                 |                                                                    |                   | glas-in-lood    | Mijnbouwstraat 120, 2628RX           | Delft  | 52° 0' 26" NB, 4° 22' 10" OL  | gedenkraam voor de slachtoffers van de TH Mijnbouw |
| 3782                            | Oorlogsmonument aan de Derde Werelddreef           | burgerslachtoffers die werkten voor Rijkswaterstaat                                |                                                                    | 1949              | plaquette       | Derde Werelddreef 1, 2622HA          | Delft  | 51° 59' 7" NB, 4° 20' 44" OL  | Oorlogsmonument aan de Derde Werelddreef           |
| Dit oorlogsmonument op Wikidata | Stolpersteine                                      | vervolgden Nederland, Joodse oorlogsslachtoffers                                   | Gunter Demnig                                                      |                   | reliëf          | Zie Lijst van Stolpersteine in Delft | Delft  |                               | Meer afbeeldingen                                  |

Alblasserdam ·
Albrandswaard ·
Alphen aan den Rijn ·
Barendrecht ·
Bodegraven-Reeuwijk ·
Capelle aan den IJssel ·
Delft ·
Den Haag ·
Dordrecht ·
Goeree-Overflakkee ·
Gorinchem ·
Gouda ·
Hardinxveld-Giessendam ·
Hendrik-Ido-Ambacht ·
Hillegom ·
Hoeksche Waard ·
Kaag en Braassem ·
Katwijk ·
Krimpen aan den IJssel ·
Krimpenerwaard ·
Lansingerland ·
Leiden ·
Leiderdorp ·
Leidschendam-Voorburg ·
Lisse ·
Maassluis ·
Midden-Delfland ·
Molenlanden ·
Nieuwkoop ·
Nissewaard ·
Noordwijk ·
Oegstgeest ·
Papendrecht ·
Pijnacker-Nootdorp ·
Ridderkerk ·
Rijswijk ·
Rotterdam ·
Schiedam ·
Sliedrecht ·
Teylingen ·
Vlaardingen ·
Voorne aan Zee ·
Voorschoten ·
Waddinxveen ·
Wassenaar ·
Westland ·
Zoetermeer ·
Zoeterwoude ·
Zuidplas ·
Zwijndrecht